# Spergularia confertiflora
Spergularia confertiflora är en nejlikväxtart som beskrevs av Ernst Gottlieb von Steudel. 
Spergularia confertiflora ingår i släktet rödnarvar och familjen nejlikväxter. Inga underarter finns listade i Catalogue of Life.